# 十三香
十三香（シーサンシァン・じゅうさんかおり・13 spice powder）とは、中国の東北地方で重宝される伝統的なミックススパイスである。

## 原材料

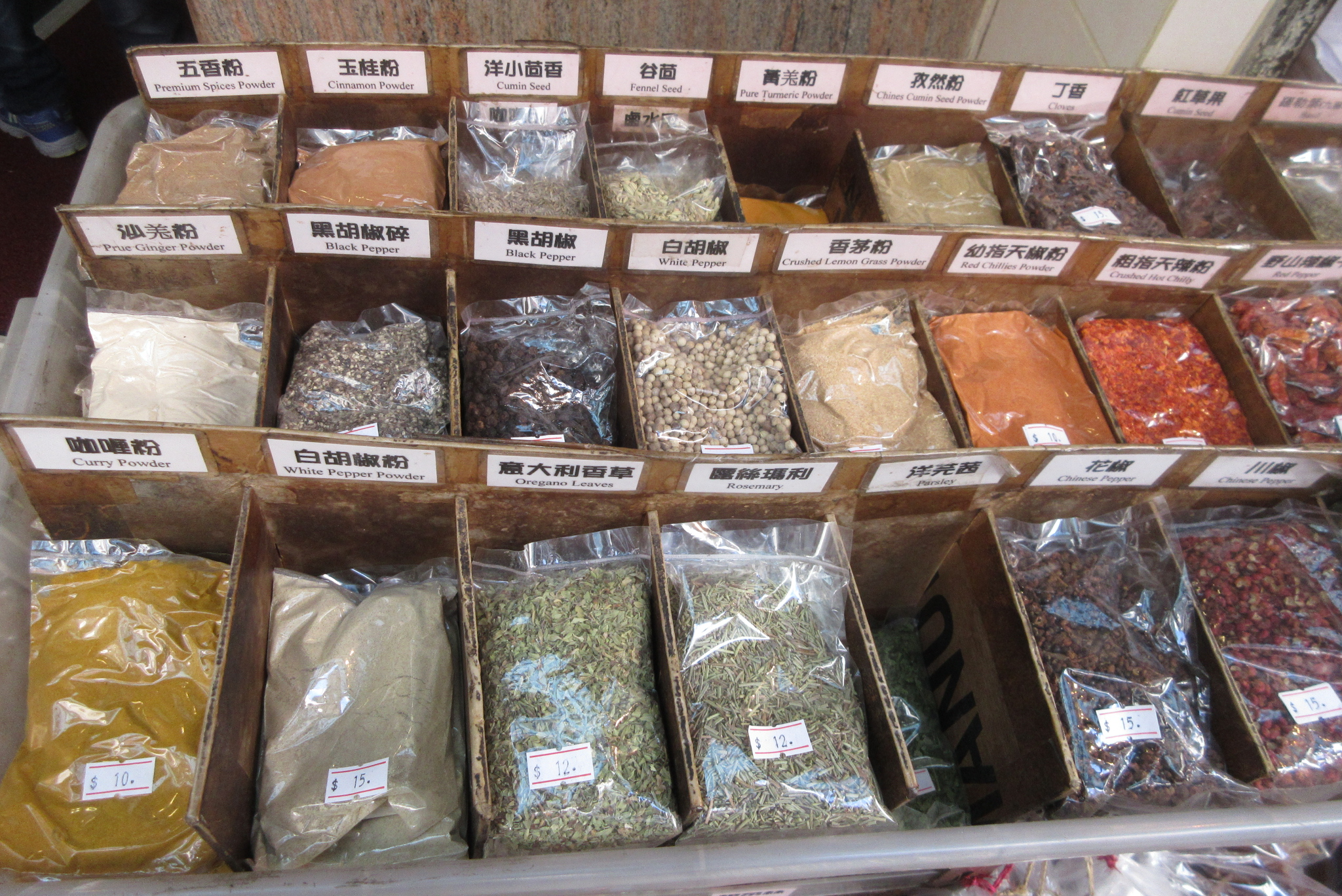
スパイス

主に八角、花椒、茴香、桂皮、黒胡椒、陳皮、カルダモン、クミン、丁香、生姜、甘草、サンナが使われる。
また、砂仁、丁香、大料（スターアニス)、小茴香（ウイキョウ フェンネル）、木香(もっこう)、白止（ビャクシ）、山奈（三奈子 三頼 山辣 沙姜）、草果(そうか)、良姜（リョウキョウ 高良姜）、肉桂（シナモン）、肉寇（にくずく ナツメグ）胡椒（ペッパー）を使うこともある。

## 意味
一般によく使われる香辛料が13種類あるところから来ている。香辛料としてだけでなく様々な効能があるとして医食同源の中国料理に重宝されている。